# Samogłoska nosowa
Samogłoska nosowa – samogłoska, podczas wymawiania której strumień powietrza przepływa zarówno przez jamę ustną, jak i jamę nosową. Taki przepływ powietrza spowodowany jest opuszczeniem podniebienia miękkiego, skutkiem czego strumień powietrza uzyskuje też dostęp do jamy nosowej. Samogłoska, która nie jest nosowa, to samogłoska ustna. Charakterystyczny dla samogłosek nosowych efekt nosowości spowodowany jest zaangażowaniem dodatkowej komory rezonansowej – jamy nosowej.

## Samogłoski nosowe w językach słowiańskich
W języku prasłowiańskim istniały dwie samogłoski nosowe, przednia ę i tylna ǫ. Pochodziły z grup typu en, am, om itp. W języku staro-cerkiewno-słowiańskim zapisywano je znakami o nazwie jus.

### Samogłoski nosowe w języku polskim
Język polski i kaszubski to ostatnie dwa języki słowiańskie, w których zachowały się samogłoski nosowe, inne języki słowiańskie pozamieniały je na samogłoski ustne (polskie dąb, część, mąż, ciężki, ale rosyjskie dub, czast', muż, tiażkij; czeskie dub, czast, muż, teżky). W graficznym zapisie języka polskiego istnieją tylko dwie samogłoski nosowe – ą (nosowe o) i ę (nosowe e). W języku polskim nosowość samogłosek ma charakter asynchroniczny, w przeciwieństwie np. do języka francuskiego. Asynchroniczność polega na tym, że gdy następuje artykulacja samogłoski nosowej, podniebienie przygotowuje się już do wypowiedzenia następnej głoski.
Wymowa samogłosek nosowych waha się od wymowy nosowej, poprzez denazalizację (czyli utratę nosowości przed ł, l, np. piszemy wziął, wzięła, zaczął, zaczęła, spiął, spięła a wymawiamy najczęściej /wzioł/, /wzieła/, /zaczoł/, /zaczeła/, /spioł/, /spieła/) do wymowy asynchronicznej (rozpad ę i ą na samogłoskę ustną e, o i spółgłoskę nosową m, n, przed p, b, t, d, ć, dź, cz, dż, k, g, czyli zwartymi i zwartoszczelinowymi np. gąbka, wym. /gompka/, kąpać /kompać/, kąt /kont/, mądry /mondry/). Wymowa z pełną nosowością zachowała się w praktyce jedynie przed spółgłoskami szczelinowymi (w, f, s, z, ś, ź, sz, ż, h): wąwóz, kęs, kąsać, węszyć, mąż, kąśliwy, więzić, węch, wąchać. Ciekawym zjawiskiem jest pojawianie się w takiej pozycji również innych samogłosek nosowych w wyrazach zapożyczonych – np. w wyrazach awans (czy fajans, pasjans, Prowansja – wyjątkowo z a nosowym, powstałym ze zlania się co do barwy w jeden dźwięk e nosowego i o nosowego), inspektor, kunszt, rynsztok, co sprawia, że w języku polskim każda samogłoska ustna ma, przynajmniej w wymowie mniej starannej, swój odpowiednik nosowy.

## Zapis „ą”
Zapis „ą” jest mylący i niekonsekwentny, jako że nazalizacji ulega samogłoska /o/ a nie /a/. Zapis ten jest tradycyjny i pochodzi z początku XVI wieku, kiedy ustalała się polska pisownia. W tym czasie „ą” było wymawiane jako nosowe a, zatem jej wartość ustna była w przybliżeniu równa /a/.

### Reliktoweanosowe w języku polskim
A nosowe (zapisywane w IPA i AS jako /ã/, podczas gdy nosowe o zapisywane jest w IPA jako /ɔ̃/, a w AS jako /õ/) zachowało się w swojej konserwatywnej formie w niektórych dialektach, np. zachodniej części dialektów śląskich, gdzie panuje wymowa szeroka ę jak a nosowe, niezależnie od poprzedzającej spółgłoski (np. cianżki 'ciężki' wymawiane jest jak „ciã(n)żki”, rzandzie 'rzędzie' jak „rzãndzie”, widzã 'widzę' jak „widzã”, ciotkã 'ciotkę' jak „ciotkã”, itp.), w środkowej zaś części Śląska tylko ę na końcu wyrazu wymawiane jest jak a nosowe (choć często pozbawione jest nosowości, gdzie np. widzã odpowiada wymowa [ˈvʲid͡z̪a], czyli taka jak „widza”). Podobnie sprawa się przedstawia z kaszubskim nosowym ã//ę: przeważa wymowa szeroka, czyli archaiczna jako a nosowe (zapisywane jako ‹ã›), choć w Puckiem i na północy Wejherowskiego częstsza jest wymowa wąska typu e, oddawana literą ‹ę›.
We współczesnym języku polskim nosowe a usłyszeć można, poza pożyczkami z francuskiego, jak np. bransoletka (wymawiane jako „brãsoletka”), również w formie wyłączać (częsta wymowa z a nosowym lub jak „wyłanczać”), ale już nie w wyłączyć (wymowa z o nosowym lub jak „wyłonczyć”) – ta różna wymowa, pozbawiona aprobaty normatywnej na poziomie języka standardowego, związana jest ze zróżnicowaniem znaczeniowym: czasowniki z -o- w temacie mają znaczenie jednokrotne, zaś z -a- wielokrotne, podobnie jak w parach czasowników typu donosić–donaszać, wykończyć–wykańczać.

## Samogłoski nosowe w innych językach
Samogłoski nosowe występują w wielu językach, między innymi w języku francuskim, kaszubskim, portugalskim, nawaho czy paicî.